# Arc of Infinity
Arc of Infinity (El Arco de la Infinidad) es el primer serial de la 20.ª temporada de la serie británica de ciencia ficción Doctor Who, emitido originalmente en cuatro episodios, dos por semana, del 3 al 12 de enero de 1983. Fue la primera aparición en la serie de Colin Baker, futuro intérprete del Sexto Doctor, aquí interpretando otro personaje.

## Argumento
En "Gallifrey", el planeta de origen del Doctor, un traidor del Señor del Tiempo está trabajando, robando el código de datos biológicos de otro Señor del Tiempo y matando a un técnico que tropieza con el crimen. El traidor proporciona los datos biológicos a una criatura conocida como Renegade, que está compuesta de "antimateria" y utiliza los datos biológicos para invadir la "TARDIS" y el metabolismo del Doctor. Su compañero, "Nyssa", lo ayuda a recuperarse. El Renegado está protegido en este intento por el Arco del Infinito, una curva entre las dimensiones que contienen "radiación cuádruple", que tiene la capacidad de proteger la antimateria. El Doctor decide dirigirse a Gallifrey para rastrear al proveedor de sus datos biológicos sabiendo que, a menos que la criatura sea detenida, su incursión podría causar una reacción en cadena que resultaría finalmente fatal para nuestro universo.
El Consejo Superior de los Señores del Tiempo también se está tomando en serio el asunto y ha decretado que la TARDIS del Doctor debe ser revocada por la misma razón. La Guardia de la Cancillería, bajo el exagerado Comandante Maxil, confisca tanto al Doctor como a Nyssa. Aturde al Doctor para asegurar su entrega al Alto Consejo.
Cuando el Doctor es llevado ante el Alto Consejo, el nuevo lord presidente, Borusa, es inescrutable, mientras que la canciller Thalia y el cardenal Zorac son abiertamente hostiles; solo su viejo amigo el consejero Hedin parece complacido de verlo. El presidente enfatiza la gravedad de la situación y el Alto Consejo no tuvo más alternativa que emitir una Orden de Terminación sobre el Doctor para asegurar que el Renegado ya no pueda vincularse con él. El Doctor es llevado protestando, seguro de que su biodata ha sido comprometida y robada dentro del Alto Consejo. Afortunadamente, un viejo amigo, Damon, otro técnico en la sección de registros, le proporciona la prueba que necesita para que un miembro del Alto Consejo robe realmente su extracto de datos biológicos. El Doctor es llevado para su ejecución, a pesar de los intentos de Nyssa por salvarlo, y colocado en una cámara de dispersión. La oración se lleva a cabo.
La supuesta muerte del Doctor, sin embargo, no ha resuelto la situación. Desconocido para el Alto Consejo, su mente ha sido llevada al depósito de conocimiento viviente del Señor del Tiempo, la Matriz, mientras su cuerpo está escondido detrás de un escudo de fuerza en el cubículo de terminación. El Renegado, que le exige la oportunidad de regresar al Universo que una vez habitó, lo contacta. La verdad de la ejecución abortada es descubierta por el astuto Castellan, quien le dice a Nyssa y Damon primero que el Doctor está vivo; y luego el Alto Consejo.
Mientras tanto, en Ámsterdam, el antiguo compañero del Doctor, "Tegan" Jovanka, llega buscando a su primo Colin Frazer. Ella es recibida por su amigo Robin Stuart, quien explica que Colin desapareció mientras se estrellaban en la cripta de la mansión Frankendael. Cuando ninguno de ellos puede persuadir a la policía para que se interese, deciden investigar la cripta ellos mismos. Encuentran a un Colin hipnotizado trabajando para una criatura parecida a un pájaro, que está armada con un arma mortal. Se quedan inconscientes y se escanean sus mentes, revelando al Renegado, que ha establecido su base en una TARDIS escondida en el Frankendael, que Tegan conoce al Doctor. El Renegado usa a Tegan como cebo para obligar al Doctor a obedecerlo, y también libera a Colin de su esclavitud como recompensa. El Doctor regresa al espacio normal en Gallifrey donde se dirige a la Cámara del Alto Consejo. Lord President Borusa ha caído bajo la sospecha de ser un traidor porque el Castellan revela que fueron sus códigos los que se usaron para transmitir los datos biológicos. La verdad, sin embargo, es que el Consejero Hedin es el Señor del Tiempo en alianza con el Renegado. Le admira a su maestro, el poderoso Omega, primero de los Señores del Tiempo y pionero del viaje en el tiempo (ver Los Tres Doctores). Hedin desea liberar a Omega de su exilio en un universo de antimateria, sin darse cuenta del gran momento en que el Señor se ha vuelto loco por sus años de confinamiento solitario. El Castellano mata a Hedin, pero esto no impide que Omega utilice el Arco del Infinito para tomar el control total de la Matriz y, por lo tanto, la organización de Gallifrey.
Afortunadamente, el Doctor y Nyssa logran escabullirse y regresar a la TARDIS. Utilizan escaso conocimiento provisto por Tegan para determinar que Omega ha establecido su base en Ámsterdam en la Tierra, y se dirigen allí de inmediato, tratando desesperadamente de encontrar la cripta Frankendael que ella describió. Después de una larga búsqueda, encuentran la guarida defendida por la criatura parecida a un pájaro, la Ergon, y Nyssa se deshace de ella con su propia pistola convertidora de materia. Llegan a TARDIS de Omega en el punto en el que tanto la nave se destruye como Omega hace la transferencia completa a la Tierra usando el Arco del Infinito. Cuando se quita la máscara podrida, revela las características del Doctor, a quien ahora se parece perfectamente.
Omega se dirige a Ámsterdam con el Doctor y Nyssa en la persecución. En poco tiempo, la predicción del Doctor de una transferencia inestable comienza a hacerse realidad: la carne de Omega se descompone y está claro que su nuevo cuerpo no es permanente. Cuando el Doctor y Nyssa lo alcanzan, es una tarea dolorosa para el Doctor usar el convertidor de antimateria de Ergon en Omega, expulsándolo de regreso a su propio universo de antimateria. El Consejo Superior de Time Lord en Gallifrey detecta el final de la amenaza. Una vez que Tegan ha verificado el progreso de su primo en el hospital, decide volver a unirse al equipo de TARDIS, esta vez como un viajero dispuesto.

### Continuidad
Cada historia de la 20.ª temporada incluyó a un adversario del pasado. Para este serial, fue Omega, que se había enfrentado a las tres primeras encarnaciones del Doctor en el especial del 10.º aniversario, The Three Doctors (1973).
Tegan es la primera acompañante que regresó a la tripulación de la TARDIS después de haberse marchado. En la serie clásica, sin contar The Five Doctors, solo Harry Sullivan regresó a la serie después de su partida, aunque solo por una historia y no llegó a volver a la TARDIS. En la serie moderna, tras su marcha regresarían Sarah Jane Smith, Jack Harkness, Mickey Smith, Donna Noble, Martha Jones y Rose Tyler.
Se dice que la ejecución del Doctor en esta historia es sólo la segunda en toda la historia de los Señores del Tiempo, siendo la primera la de Morbius, de The Brain of Morbius. Se menciona de pasada el fallo en la entrega de Romana a Gallifrey], así como la decisión de Leela de quedarse allí en The Invasion of Time. El personaje de Castellan volvería a aparecer en The Five Doctors.

## Producción
| Episodio          | Fecha de emisión    | Duración | Espectadores en millones | Estado en el archivo  |
| ----------------- | ------------------- | -------- | ------------------------ | --------------------- |
| Episodio 1        | 3 de enero de 1983  | 24:37    | 7,2                      | Cinta original en PAL |
| Episodio 2        | 5 de enero de 1983  | 24:42    | 7,3                      | Cinta original en PAL |
| Episodio 3        | 11 de enero de 1983 | 24:37    | 6,9                      | Cinta original en PAL |
| Episodio 4        | 12 de enero de 1983 | 24:48    | 7,2                      | Cinta original en PAL |
| [ 1 ] [ 2 ] [ 3 ] |                     |          |                          |                       |

Entre los títulos provisionales de la historia se encuentran The Time of Neman (La hora de Neman) y The Time of Omega (La hora de Omega). Para los dos primeros episodios, el personaje de Omega apareció acreditado como "El Renegado" en los títulos de crédito. Colin Baker dijo en el documental Doctor Who: The Colin Baker Yerar que John Nathan-Turner pensó que su interpretación fue un poco sobreactuada, así que le puso mote de Archie (n.d.T. "arch performance").
Una cantidad considerable de fragmentos de la historia se filmaron en exteriores en Ámsterdam. Era sólo la segunda vez que el programa se había rodado fuera del Reino Unido. John Nathan-Turner esperaba repetir el éxito de la primera historia rodada en el extranjero, City of Death. Ámsterdam fue la elegida porque la BBC acababa de desarrollar contactos allí y porque el viaje y alojamiento salían baratos.
La primera parte se emitió un lunes, a diferencia del resto de la temporada, que se emitió en martes y miércoles consecutivos.